# 贝尔维斯德拉哈拉
贝尔维斯德拉哈拉，是西班牙卡斯蒂利亚-拉曼恰托莱多省的一个市镇。总面积114平方公里，总人口1651人（2001年），人口密度14人/平方公里。